# NGC 2714
NGC 2714 је елиптична галаксија у сазвежђу Прамац која се налази на NGC листи објеката дубоког неба.
Деклинација објекта је - 59° 13' 3" а ректасцензија 8h 53m 29,8s. Привидна величина (магнитуда) објекта NGC 2714 износи 13,0 а фотографска магнитуда 14,0. Налази се на удаљености од 33,7000 милиона парсека од Сунца. NGC 2714 је још познат и под ознакама ESO 125-7, PGC 24959.